# Спортивный зал Фортуна (Прага)
Типспорт Арена (чеш. Tipsport arena) — многофункциональная арена в Праге 7 - Бубенеч.
Спортивная арена была открыта 7 марта 1962 года, когда состоялось красочное ледовое шоу чехословацких фигуристов. А уже 14 марта 1962 года на арене стартовал чемпионат мира по фигурному катанию. Первоначально арена называлась «Спортовни Хала», в 1999 году переименована в «Пегас Арена», в 2002 году — «T-Mobile Арена», с 2008 по 2011 год — «Тесла Арена».
Арена является[уточнить] домашней площадкой для клуба Чешской экстралиги «Спарта». В 2012—2014 годах здесь проводил большинство домашних матчей клуб КХЛ «Лев».
В 1972, 1978, 1985 и 1992 годах здесь проводились матчи Чемпионатов мира по хоккею.
В 1980 году на арене прошёл финал Кубка Дэвиса, в котором команда Чехословакии победила Италию.
На арене проводятся различные концерты и презентации.
10 апреля 2013 года на арене был открыт памятник Яну Мареку, погибшему в авиакатастрофе 7 сентября 2011 года.